# 争取革命党联盟
争取革命党联盟（英語：League for the Revolutionary Party，缩写为LRP）是美国的一个托洛茨基主义组织。该组织成立于1976年，由当时的革命社会主义联盟的一个派别建立。该组织的总部位于纽约，在芝加哥有一个支部。该组织曾参与组建一个托洛茨基主义国际组织：争取第四国际共产主义组织。